# Jim Cole
Jim Cole, artiestennaam van Jimmy Colman (Geraardsbergen, 1979), is een Belgische zanger, vocal coach, gitarist, componist en occasioneel muziekproducer.

## Biografie
Cole werd geboren in Geraardsbergen in 1979 als zoon van een Belgische moeder en Paraguyaanse vader. De voorliefde voor muziek werd hem sinds de geboorte met de paplepel ingegoten. Hij trok op zijn 13de naar de kunstacademie om er gitaar te leren spelen. Hij raakte beïnvloed door Beatles, Stevie Wonder, Nirvana, Prince en U2. Op zijn 18de werd hij aangemoedigd om industrieel ingenieur te worden. Hij maakte zijn studies af en werkte even als controleur en landmeter bij de Stad Gent. Daarna ging hij naar het conservatorium van Gent, waar hij een opleiding volgde voor producer en zang en afstudeerde in de richting Jazz & Lichte Muziek.
Tussen 1997 en 2001 was Cole actief met de muzikale groep dijenik, die in 2001 het Oost-Vlaams Rockconcours (OVRC) won. Sioen eindigde dat jaar als tweede. Later startte Cole een solocarrière en daarnaast was hij actief als toetsenist bij de groep Zender.
In 2008 bracht hij zijn debuutalbum Soul in 2 uit, dat werd opgenomen in de oude MotorMusic studios in Koningshooikt. Het album kwam uit op het Evil Penguin-label en werd verdeeld door LC Music. De singles Someday Charlotte en Things werden vaste waarden in de playlist van Radio 1 en Studio Brussel. Cole ontving voor Soul in 2 de prijs voor Popmuziek van de provincie Oost-Vlaanderen ter waarde van 5000 euro.
In eigen beheer (in samenwerking met Warner Music Benelux) verscheen in 2011 zijn tweede album When Love Is Not Enough. Voor dit album, dat opgenomen werd in de JET Studio in Brussel, werkte hij samen met David Poltrock en Staf Verbeeck. Op het album staat ook een duet met Lady Linn. Naar aanleiding van zijn voorliefde voor soul en rhythm&blues, heeft When Love Is Not Enough Motown- en Stax-invloeden.
Cole onderwijst zang, groepsmusiceren en singer/songwriter in de kunstacademies van Gent, Aalst en Ronse. Hij schrijft ook voor andere artiesten zoals Kyoko Baertsoen (ex-Hooverphonic) en Lunascape. Naast musiceren en componeren is Cole actief als achtergrondzanger. Zo zong hij in 2008 bij Clouseau tijdens de 11 optredens van Clouseau Crescendo in het Sportpaleis van Antwerpen. In 2010 werd hij door de Belgische delegatie en de VRT gevraagd om de achtergrondzang van Tom Dice te verzorgen tijdens het Eurovisiesongfestival in Oslo, bij het nummer Me and My Guitar. België behaalde daar een 6de plaats. In datzelfde jaar werkte Cole mee aan de single Dos Cervezas van Tom Waes tijdens het programma Tomtesterom. Sinds 2011 zingt hij jingles in voor verschillende radiozenders. Samen met Jana De Valck en Elke Bruyneel coverde hij songs die werden gebruikt tijdens de Grote Peter Van De Veire Ochtendshow bij MNM.
In 2015 werd Colman gevraagd om deel te nemen aan The Voice Van Vlaanderen. Tijdens de 'blind audition' bracht hij het nummer Kiss van Prince en deed de stoelen van de vier coaches prompt omdraaien. Hij koos voor de begeleidende hand van coach Natalia, ook al hadden Koen Wauters en Bent Van Looy hem uiteraard herkend omwille van hun vroegere samenwerkingen. Hij overleefde de battles en veroverde het publiek tijdens de eerste liveshow met zijn interpretatie van Mika's Grace Kelly. Colman haalde uiteindelijk de finale, maar verloor daarin van Lola Obasuyi.
In 2017 richtte hij het collectief Minneapolis op ter ere van zijn grote voorbeeld Prince. Begin 2019 bracht hij de EP getiteld MNPLS uit met vijf nummers opgedragen aan de overleden artiest. De tracks Dirty Flower en Catch You kregen airplay op Radio 1. In 2020 schakelde Cole over op Nederlandstalige muziek.

## Discografie

### Albums
| Album met hitnotering(en) in de Vlaamse Ultratop 200 albums | Datum van verschijnen | Datum van binnenkomst | Hoogste positie | Aantal weken | Opmerkingen |
| ----------------------------------------------------------- | --------------------- | --------------------- | --------------- | ------------ | ----------- |
| Soul in 2                                                   | 18-01-2008            | 08-03-2008            | 80              | 4            |             |
| When love is not enough                                     | 13-05-2011            | 21-05-2011            | 53              | 3            |             |

### Singles
| Single met hitnotering(en) in de Vlaamse Ultratop 50 | Datum van verschijnen | Datum van binnenkomst | Hoogste positie | Aantal weken | Opmerkingen                 |
| ---------------------------------------------------- | --------------------- | --------------------- | --------------- | ------------ | --------------------------- |
| Someday Charlotte                                    | 2008                  | 22-03-2008            | tip9            | -            |                             |
| So lonely                                            | 14-03-2011            | 30-04-2011            | tip29           | -            |                             |
| What if love is not enough                           | 28-11-2011            | 31-12-2011            | tip82           | -            |                             |
| Zonder zorgen                                        | 06-11-2020            | 09-01-2021            | tip             | -            | Nr. 39 in de Vlaamse Top 50 |
| De tijd                                              | 05-03-2021            | 20-03-2021            | tip             | -            | Nr. 48 in de Vlaamse Top 50 |